# Craugastor brocchi
Craugastor brocchi es una especie de Anura de la familia Craugastoridae.
Es nativo de Guatemala y de Chiapas (México).
La especie es amenazada principalmente por la pérdida de hábitat como consecuencia de la tala de árboles y la agricultura.

## Distribución y hábitat
En Guatemala su área de distribución incluye "las laderas de la vertiente atlántica del altiplano de Guatemala, desde la Sierra de las Minas, Alta Verapaz y Baja Verapaz, hacia el oeste a través de la Sierra de los Cuchumatanes hasta el noroeste de Huehuetenango". En México se distribuye en Chiapas, incluso en el Parque Nacional Lagunas de Montebello.
Su hábitat natural se compone de ambientes ribereños en bosque premontano y bosque muy húmedo montano, bosque nuboso y bosque húmedo de pino-encino. Su rango altitudinal se encuentra entre 1200 y 2000 m s. n. m.